# Pio Marmaï
« Marmaï » redirige ici. Pour l’article homophone, voir Marmaille.
Pio Marmaï, né le 13 juillet 1984 à Strasbourg, est un acteur français.
Pio Marmaï commence sa carrière au théâtre en 2006 dans Les Temps difficiles d'Édouard Bourdet, mis en scène par Jean-Claude Berutti et Andrea del Sarto d'Alfred de Musset, mis en scène par Nathalie Mauger.
Il est révélé en 2008 dans le film Le Premier Jour du reste de ta vie de Rémi Bezançon. Sa prestation lui vaut une nomination au César du meilleur espoir masculin puis une deuxième pour D'amour et d'eau fraiche de Isabelle Czajka en 2011.
Il tourne également avec les cinéastes Pierre Salvadori, Léa Fazer, Cédric Klapisch, Audrey Diwan...
Pio Marmaï est nommé deux fois au César du meilleur acteur : en 2019 pour En liberté ! de Pierre Salvadori et en 2022 pour La Fracture de Catherine Corsini et deux fois au César du meilleur acteur dans un second rôle : en 2023 pour En corps de Cédric Klapisch et 2024 pour Yannick de Quentin Dupieux.

## Biographie

### Jeunesse et révélation critique (années 2000)
Issu d'un milieu artistique (sa mère, cheffe de service, est ancienne chef costumière à l'Opéra de Strasbourg ; son père est scénographe), il a dès l'enfance assisté à des représentations théâtrales. 
Plus grand, il a suivi les cours de la Scuola Commedia dell'Arte Antonio Fava, de l'École de théâtre Les Enfants Terribles de Paris, du conservatoire de Créteil et de l'École de la Comédie de Saint-Étienne.
Il se fait connaître entre 2006 et 2007 par son jeu d'acteur dans les pièces Les Temps difficiles, d'Édouard Bourdet, mis en scène par Jean-Claude Berutti, à la Comédie-Française ; et Andrea del Sarto d'Alfred de Musset, mis en scène par Nathalie Mauger, cette fois en Belgique.
Il est révélé en 2008 par le film culte Le Premier Jour du reste de ta vie, réalisé par Rémi Bezançon. Sa prestation lui vaut une nomination au César du meilleur espoir masculin.
La même année, il est au casting de la romance Didine, de Vincent Dietschy, menée par Christopher Thompson et Géraldine Pailhas.
L'année 2009 est marquée par la sortie de deux longs-métrages beaucoup plus confidentiels, dont il tient les premiers rôles masculins : Bazar, de Patricia Plattner et La Loi de Murphy, de Christophe Campos.
En 2010, il partage l'affiche de la romance indépendante D'amour et d'eau fraiche, avec Anaïs Demoustier. Sa prestation dans ce film écrit et réalisé par Isabelle Czajka lui vaut une deuxième nomination au César du meilleur espoir masculin. Par ailleurs, il seconde Kristin Scott Thomas pour le thriller psychologique Contre toi, écrit et réalisé par Lola Doillon.

### Confirmation (années 2010)

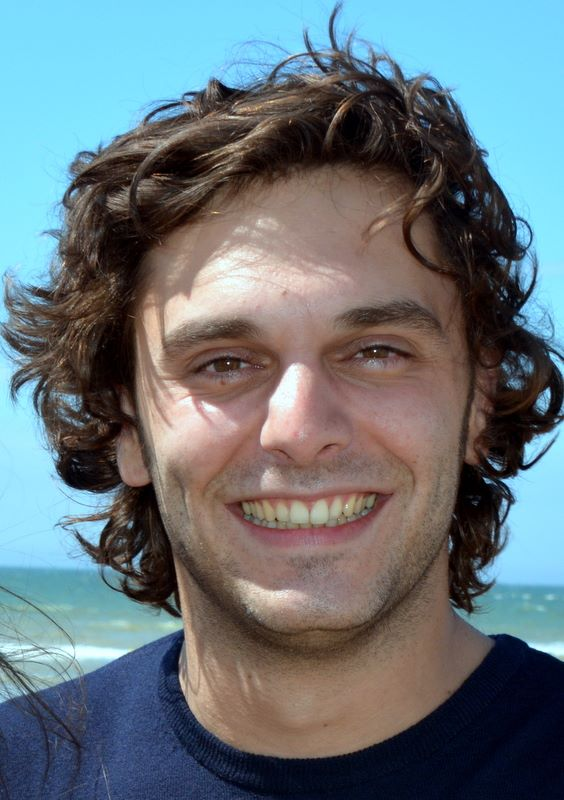
L'acteur pour la première de Maestro au Festival du Film de Cabourg 2014.

En 2011, il retrouve Rémi Bezançon pour le premier rôle masculin de la comédie dramatique Un heureux événement. Avec Louise Bourgoin, il forme un jeune couple confronté à la maternité. Il prête aussi ses traits au mari de l'héroïne incarnée par Audrey Tautou dans La Délicatesse, co-réalisé par Stéphane et David Foenkinos.
L'année suivante, il s'essaie à un registre moins commercial et plus sombre en tête d'affiche des drames Alyah, d'Élie Wajeman ainsi que dans Les Nuits avec Théodore, de Sébastien Betbeder.
En 2013, il partage l'affiche de la comédie dramatique Grand Départ, de Nicolas Mercier, avec Jérémie Elkaïm et Eddy Mitchell.
L'année 2014 est marquée par la sortie de plusieurs films : il tient des seconds rôles dans les comédies dramatiques Dans la cour, de Pierre Salvadori, portée par le tandem Catherine Deneuve / Gustave Kervern, et La Ritournelle, de Marc Fitoussi, avec Isabelle Huppert et Jean-Pierre Darroussin. Mais surtout, il tient les premiers rôles masculins de la comédie dramatique Des lendemains qui chantent, de Nicolas Castro et de Maestro, de Léa Fazer.
Enfin, il est membre du jury du 6e Festival international du film policier de Beaune.
L'année 2015 est marquée par deux échecs : la comédie romantique Toute Première Fois, de Maxime Govare et Noémie Saglio et sa troisième collaboration avec Rémi Bezançon, Nos futurs. Il y a pour partenaire Pierre Rochefort. L'acteur revient sur les planches pour la pièce Roberto Zucco, de Bernard-Marie Koltès, mise en scène de Richard Brunel.
En 2016, il revient au drame pour Vendeur, de Sylvain Desclous, où il est opposé à Gilbert Melki.
L'année suivante lui permet de défendre Ce qui nous lie, de Cédric Klapisch, où il forme une fratrie avec Ana Girardot et François Civil ; le thriller psychologique K.O., de Fabrice Gobert, porté par Laurent Lafitte ; et enfin la comédie familiale Santa et Cie, de et avec Alain Chabat, pour laquelle il retrouve Audrey Tautou.
Fin 2018, c'est Pierre Salvadori qu'il retrouve pour En liberté !, cette fois pour un premier rôle, face à Adèle Haenel. Il y retrouve Audrey Tautou pour la troisième fois, dans un rôle secondaire. Sa performance lui vaut une nomination au César du meilleur acteur. Puis en 2019, il passe au drame très sombre en incarnant un père droguant ses enfants pour Mais vous êtes fous, d'Audrey Diwan.

### Diversification (années 2020)
En 2020, il fait sensation dans Felicità de Bruno Merle, en incarnant le père d'une famille aussi dysfonctionnelle que touchante.
En 2021, il est l'un des acteurs de la série à succès En thérapie.
En 2022, il retrouve Cédric Klapisch pour En corps qui lui vaudra une nomination aux César dans la catégorie « meilleur acteur dans un second rôle ».
En 2023, il est à l'affiche du diptyque des Trois Mousquetaires, avec Les Trois Mousquetaires : D'Artagnan (sorti en avril) et Les Trois Mousquetaires : Milady (sorti en décembre) où il incarne Porthos.
En octobre de la même année, il incarne Albert / Poussin dans le film Une année difficile d'Éric Toledano et Olivier Nakache.
Son rôle dans Yannick de Quentin Dupieux lui vaut sa deuxième nomination aux César dans la catégorie « meilleur acteur dans un second rôle » lors de la 49e cérémonie des César en 2024.
Le 10 mars 2025, il est entendu par les membres de la Commission d'enquête relative aux violences commises dans les secteurs du cinéma, de l’audiovisuel, du spectacle vivant, de la mode et de la publicité dans une audition commune avec les acteurs Jean Dujardin, Gilles Lellouche et Jean-Paul Rouve,.

### Vie privée
Il est en couple avec la danseuse, coryphée de l'opéra de Paris, Charlotte Ranson. Sa fille Pia est née durant l'été 2020. En 2024, ils deviennent parents d'un petit garçon.

## Théâtre
- 2006 - 2007 - Les Temps difficiles d'Édouard Bourdet, mis en scène par Jean-Claude Berutti, Comédie-Française
- 2007, en Belgique - Andrea del Sarto d'Alfred de Musset, mis en scène par Nathalie Mauger
- 2015 - 2016, Roberto Zucco de Bernard-Marie Koltès, mise en scène de Richard Brunel

## Filmographie
Sauf indication contraire, les informations mentionnées dans cette section peuvent être confirmées par les bases de données cinématographiques IMDb et Allociné,  présentes dans la section « Liens externes ».

### Cinéma

#### Longs métrages
- 2008 : Le Premier Jour du reste de ta vie de Rémi Bezançon : Albert Duval
- 2008 : Didine de Vincent Dietschy : Jérémie
- 2009 : Bazar de Patricia Plattner : Fred
- 2009 : La Loi de Murphy de Christophe Campos : Elias Segura
- 2010 : D'amour et d'eau fraiche d'Isabelle Czajka : Ben
- 2011 : Contre toi de Lola Doillon : Yann
- 2011 : Un heureux événement de Rémi Bezançon : Nicolas
- 2011 : La Délicatesse de Stéphane et David Foenkinos : François
- 2012 : Alyah d'Élie Wajeman : Alex Raphaelson
- 2012 : Les Nuits avec Théodore de Sébastien Betbeder : Théodore
- 2013 : Grand Départ de Nicolas Mercier : Romain
- 2014 : Dans la cour de Pierre Salvadori : Stéphane
- 2014 : La Ritournelle de Marc Fitoussi : Stan
- 2014 : Des lendemains qui chantent de Nicolas Castro : Léon Kandel
- 2014 : Maestro de Léa Fazer : Henri
- 2015 : Toute Première Fois de Maxime Govare et Noémie Saglio : Jérémie
- 2015 : Nos futurs de Rémi Bezançon : Thomas
- 2016 : Vendeur de Sylvain Desclous : Gérald
- 2017 : Ce qui nous lie de Cédric Klapisch : Jean
- 2017 : K.O. de Fabrice Gobert : Boris
- 2017 : Santa et Cie d'Alain Chabat : Thomas
- 2018 : En liberté ! de Pierre Salvadori : Antoine
- 2019 : Mais vous êtes fous d'Audrey Diwan : Roman Clémenti
- 2019 : Je promets d'être sage de Ronan Le Page : Franck
- 2020 : Felicità de Bruno Merle : Tim
- 2020 : Comment je suis devenu super-héros de Douglas Attal : Gary Moreau / Titan
- 2020 : Médecin de nuit d'Élie Wajeman : Dimitri
- 2021 : La Fracture de Catherine Corsini : Yann
- 2021 : L'Événement d'Audrey Diwan : Professeur Bornec
- 2021 : Compagnons de François Favrat : Paul
- 2022 : Enquête sur un scandale d'État de Thierry de Peretti : Stéphane Vilner
- 2022 : En corps de Cédric Klapisch : Loïc
- 2022 : La Petite Bande de Pierre Salvadori : Mr Karchaoui
- 2022 : Pétaouchnok d'Édouard Deluc : Ludo
- 2022 : Tempête de Christian Duguay : Philippe
- 2023 : Les Trois Mousquetaires : D'Artagnan de Martin Bourboulon : Porthos
- 2023 : Les Trois Mousquetaires : Milady de Martin Bourboulon : Porthos
- 2023 : Yannick de Quentin Dupieux : Paul Rivière
- 2023 : Une année difficile d’Éric Toledano et Olivier Nakache : Albert / Poussin
- 2024 : Daaaaaalí ! de Quentin Dupieux : Salvador Dali
- 2024 : À toute allure de Lucas Bernard : Marco, le steward
- 2024 : L'Attachement de Carine Tardieu : Alex
- 2025 : Le Roi Soleil de Vincent Maël Cardona : Livio

#### Courts métrages
- 2012 : Zombie Chéri de Jérôme Genevray : Le zombie chéri
- 2014 : La Magie de Noël de Mathieu Amalric : Marc, le père
- 2020 : Ultime vengeance 2 [7] : Racer Panazzio

### Télévision

#### Séries télévisées
- 2021 - 2022 : En thérapie : Damien
- 2024 : Le Monde magique de Jérôme Commandeur
- 2025 : Nero, série télévisée d'Allan Mauduit et Ludovic Colbeau-Justin : Nero

#### Téléfilms
- 2008 : Rien dans les poches de Marion Vernoux : Marcel Lapostolle
- 2010 : Mon père, Francis le Belge de Frédéric Balekdjian : Francis le Belge
- 2010 : Le Pas Petit Poucet de Christophe Campos : Jean Bedave
- 2012 : Les Nuits avec Théodore ou Je suis une ville endormie de Sébastien Betbeder : Théodore

### Doublage
- 2020 : En avant : Barley Lightfoot[n 1]
- 2023 : Migration : Mack[n 2]
- 2025 : Astérix et Obélix : Le Combat des chefs : Cétautomatix et le chef de chantier (mini-série, création de voix)

### Clip
- 2022 : San Pellegrino, d'Odezenne

### Internet
- 2023 : Hot Ones, présentée par Kyan Khojandi

## Distinctions
Sauf indication contraire, les informations mentionnées dans cette section peuvent être confirmées par les bases de données cinématographiques IMDb et Allociné,  présentes dans la section « Liens externes ».

### Décoration
- Chevalier de l'ordre des Arts et des Lettres

### Récompense
- Festival international du film de comédie de l'Alpe d'Huez 2015 : Prix d'Interprétation pour Toute première fois
- Festival du Film de Cabourg 2025: Swann d'or du Meilleur Acteur pour L'Attachement

### Nominations
- César 2009 : meilleur espoir masculin pour Le Premier Jour du reste de ta vie
- Étoiles d'or du cinéma français 2009 : Révélation masculine pour Le Premier Jour du reste de ta vie
- César 2011 : meilleur espoir masculin pour D'amour et d'eau fraiche
- Étoiles d'or du cinéma français 2009 : Révélation masculine pour D'amour et d'eau fraîche
- Prix Patrick-Dewaere 2015
- Prix Patrick-Dewaere 2016
- César 2019 : meilleur acteur pour En liberté !
- Globes de cristal 2019 : meilleure acteur de comédie pour En liberté !
- César 2022 : meilleur acteur pour La Fracture
- César 2023 : meilleur acteur dans un second rôle pour En corps
- César 2024 : meilleur acteur dans un second rôle pour Yannick